# Série mondiale 1940
La Série mondiale 1940 était la 37e série finale des Ligues majeures de baseball.

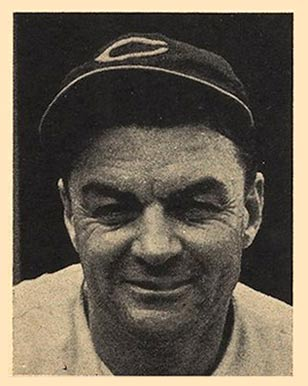
Jimmy Wilson, le receveur des Reds de Cincinnati en Série mondiale 1940.

Jouée du 2 au 8 octobre 1940, elle se termine sur une victoire des Reds de Cincinnati, quatre matchs à trois sur les Tigers de Détroit. Menés trois parties à deux, les Reds reviennent de l'arrière pour savourer le titre devant leurs partisans, tandis que les Tigers sont limités à un seul point dans les deux dernières rencontres jouées au Crosley Field de Cincinnati. C'était une deuxième participation de suite à la Série mondiale pour les Reds, battus l'automne précédent.
Le gérant des Reds, Bill McKechnie, devient le premier pilote de l'histoire à mener deux clubs différents au titre, après avoir dirigé les Pirates de Pittsburgh vers la victoire en Série mondiale 1925.
Les lanceurs vedettes de Cincinnati Bucky Walters et Paul Derringer remportent deux victoires chacun dans cette finale, le dernier gagnant le match ultime. Walters n'accorda que 3 points et 8 coups sûrs aux Tigers en deux matchs complets en plus de se distinguer à l'attaque avec un coup de circuit.
Le lanceur des Tigers Bobo Newsom est éprouvé par la mort de son père, décédé dans une chambre d'hôtel au lendemain du premier match, où son fils était le partant de son équipe. Newsom remonte sur la butte pour blanchir les Reds dans la 5e rencontre. Cincinnati est aussi un club éprouvé, à la suite du suicide le 3 août précédent du receveur réserviste Willard Hershberger. Jimmy Wilson, un sportif de 40 ans qui avait pris sa retraite pour devenir instructeur chez les Reds, revient au jeu après la mort de Hershberger et joue la Série mondiale en remplacement du receveur étoile Ernie Lombardi, blessé à la cheville. Wilson frappa pour ,353 de moyenne au bâton en finale et fut l'un des piliers de l'offensive des Reds, aux côtés de Billy Werber et ses 10 coups sûrs en 7 matchs.

## Équipes en présence
Les Reds de Cincinnati amorcent 1940 en tant que champions en titre de la Ligue nationale, après avoir atteint la Série mondiale 1939, perdue aux mains des Yankees de New York. Ils forment la meilleure équipe du baseball majeur en 1940 avec la première saison de 100 victoires de l'histoire de leur franchise fondée en 1882. Avec une fiche victoires-défaites de 100-53, ils terminent largement en tête de leur ligue, avec 12 succès de plus que les Dodgers de Brooklyn. C'est la 3e fois qu'ils jouent en Série mondiale, ayant remporté leur premier titre en 1919.
Avec 90 victoires contre 64 défaites, les Tigers de Détroit sont les champions de la Ligue américaine au terme d'une saison régulière où ils ne devancent les Indians de Cleveland et les Yankees de New York que par une et deux victoires, respectivement. Ils atteignent la Série mondiale pour la 6e fois mais montrent un bilan négatif, n'ayant savouré leur premier titre qu'à leur 5e essai, en 1935.

## Déroulement de la série

### Calendrier des rencontres
La Série mondiale est une série au meilleur de sept parties. La première équipe à remporter quatre matchs de Série mondiale est sacrée championne de la saison.
| Match | Date      | Visiteur           | Hôte               | Score |
| ----- | --------- | ------------------ | ------------------ | ----- |
| 1     | 2 octobre | Tigers de Détroit  | Reds de Cincinnati | 7 - 2 |
| 2     | 3 octobre | Tigers de Détroit  | Reds de Cincinnati | 3 - 5 |
| 3     | 4 octobre | Reds de Cincinnati | Tigers de Détroit  | 4 - 7 |
| 4     | 5 octobre | Reds de Cincinnati | Tigers de Détroit  | 5 - 2 |
| 5     | 6 octobre | Reds de Cincinnati | Tigers de Détroit  | 0 - 8 |
| 6     | 7 octobre | Tigers de Détroit  | Reds de Cincinnati | 0 - 4 |
| 7     | 8 octobre | Tigers de Détroit  | Reds de Cincinnati | 1 - 2 |

### Match 1
Mercredi 2 octobre 1940 au Crosley Field, Cincinnati, Ohio.
| Tigers de Détroit | 0 | 5 | 0 | 0 | 2 | 0 | 0 | 0 | 0 | 7 | 10 | 1 |
| Reds de Cincinnati | 0 | 0 | 0 | 1 | 0 | 0 | 0 | 1 | 0 | 2 | 8  | 3 |
| Lanceurs partants : DET : Bobo Newsom CIN : Paul Derringer Vic. : Bobo Newsom (1-0) Déf. : Paul Derringer (0-1) HRs : DET : Bruce Campbell (1) |   |   |   |   |   |   |   |   |   |   |    |   |

### Match 2
Jeudi 3 octobre 1940 au Crosley Field, Cincinnati, Ohio.
| Tigers de Détroit | 2 | 0 | 0 | 0 | 0 | 1 | 0 | 0 | 0 | 3 | 3 | 1 |
| Reds de Cincinnati | 0 | 2 | 2 | 1 | 0 | 0 | 0 | 0 | X | 5 | 9 | 0 |
| Lanceurs partants : DET : Schoolboy Rowe CIN : Bucky Walters Vic. : Bucky Walters (1-0) Déf. : Schoolboy Rowe (0-1) HRs: CIN : Jimmy Ripple (1) |   |   |   |   |   |   |   |   |   |   |   |   |

### Match 3
Vendredi 4 octobre 1940 au Briggs Stadium, Détroit, Michigan.
| Reds de Cincinnati | 1 | 0 | 0 | 0 | 0 | 0 | 0 | 1 | 2 | 4 | 10 | 1 |
| Tigers de Détroit | 0 | 0 | 0 | 1 | 0 | 0 | 4 | 2 | X | 7 | 13 | 1 |
| Lanceurs partants : CIN : Jim Turner DET : Tommy Bridges Vic. : Tommy Bridges (1-0) Déf. : Jim Turner (0-1) HRs: DET : Pinky Higgins (1), Rudy York (1) |   |   |   |   |   |   |   |   |   |   |    |   |

### Match 4
Samedi 5 octobre 1940 au Briggs Stadium, Détroit, Michigan.
| Reds de Cincinnati                                                                                              | 2 | 0 | 1 | 1 | 0 | 0 | 0 | 1 | 0 | 5 | 11 | 1 |
| Tigers de Détroit                                                                                               | 0 | 0 | 1 | 0 | 0 | 1 | 0 | 0 | 0 | 2 | 5  | 1 |
| Lanceurs partants : CIN : Paul Derringer DET : Dizzy Trout Vic. : Paul Derringer (1-1) Déf. : Dizzy Trout (0-1) |   |   |   |   |   |   |   |   |   |   |    |   |

### Match 5
Dimanche 6 octobre 1940 au Briggs Stadium, Détroit, Michigan.
| Reds de Cincinnati | 0 | 0 | 0 | 0 | 0 | 0 | 0 | 0 | 0 | 0 | 3  | 0 |
| Tigers de Détroit | 0 | 0 | 3 | 4 | 0 | 0 | 0 | 1 | X | 8 | 13 | 0 |
| Lanceurs partants : CIN : Gene Thompson DET : Bobo Newsom Vic. : Bobo Newsom (2-0) Déf. : Gene Thompson (0-1) HRs: DET : Hank Greenberg (1) |   |   |   |   |   |   |   |   |   |   |    |   |

### Match 6
Lundi 7 octobre 1940 au Crosley Field, Cincinnati, Ohio.
| Tigers de Détroit | 0 | 0 | 0 | 0 | 0 | 0 | 0 | 0 | 0 | 0 | 5  | 0 |
| Reds de Cincinnati | 2 | 0 | 0 | 0 | 0 | 1 | 0 | 1 | X | 4 | 10 | 2 |
| Lanceurs partants : DET : Schoolboy Rowe CIN : Bucky Walters Vic. : Bucky Walters (2-0) Déf. : Schoolboy Rowe (0-2) HRs: CIN : Bucky Walters (1) |   |   |   |   |   |   |   |   |   |   |    |   |

### Match 7
Mardi 8 octobre 1940 au Crosley Field, Cincinnati, Ohio.
| Tigers de Détroit                                                                                               | 0 | 0 | 1 | 0 | 0 | 0 | 0 | 0 | 0 | 1 | 7 | 0 |
| Reds de Cincinnati                                                                                              | 0 | 0 | 0 | 0 | 0 | 0 | 2 | 0 | X | 2 | 7 | 1 |
| Lanceurs partants : DET : Bobo Newsom CIN : Paul Derringer Vic. : Paul Derringer (2-1) Déf. : Bobo Newsom (2-1) |   |   |   |   |   |   |   |   |   |   |   |   |